# 후시미 이나리 신사

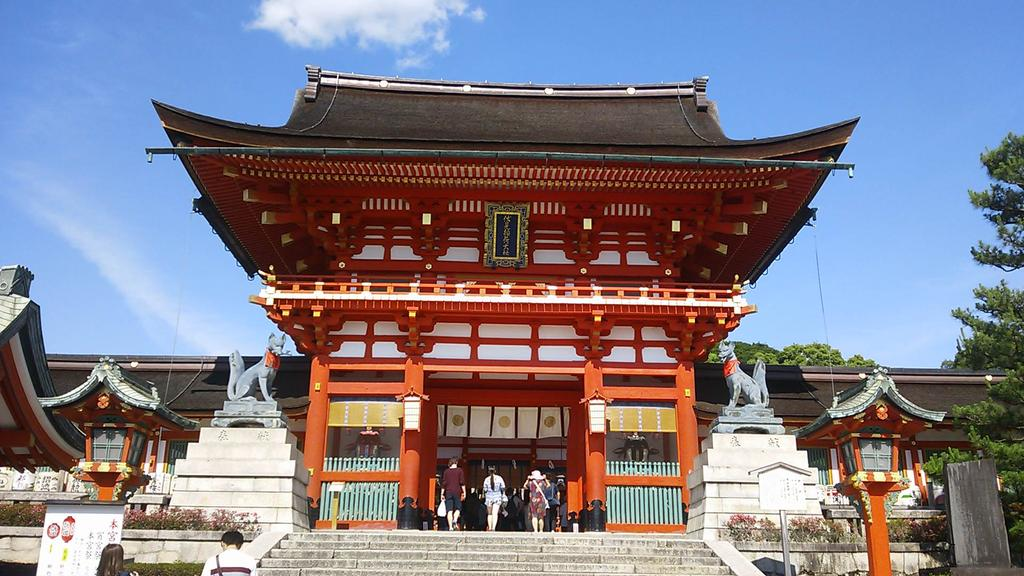

후시미 이나리 신사(일본어: 伏見稲荷神社 후시미이나리타이샤[*])는 일본 교토부 이나리 산 기슭에 있는 신사이다. 이나리 산에는 약 4km의 등산길이 있다.
일본 전역에서 3만 개 정도 있는 이나리 신사의 본점으로, 이나리 오미카미 신을 섬기고 있다. 정일위(신들의 위계질서 중 가장 으뜸)인 이나리 신은 원래 오곡풍요를 관장하는 농업신이었지만 상업번창, 사업융성, 가내안전·교통안전, 예능향상의 수호신으로서 추앙받았다. 후시미 이나리 신사에는 만 개 이상 도리이가 있으며 이는 일본 각지에서 기증한 것이다.
매년 1월 1일이 되면 많은 사람들이 모인다. 영화 '게이샤의 추억' 촬영지로 유명하다.

## 역사
후시미 이나리 신사는 헤이안 시대 초기 처음 건설하였다. 신라 혹은 백제에서 도래한 하타씨(秦氏)가 씨족신을 모시던 것에서 비롯한 신앙이다.

## 여우
후시미 이나리 신사는 여우신사라는 별명으로도 유명하다. 후시미 이나리 신사가 여우를 모시는 신사는 아니고, 이나리 신의 사자(심부름꾼)가 여우이기 때문이다.
산이나 들판에 있는 일반 여우가 아니고, 사자도 신들처럼 우리들 눈에는 보이지 않는다. 그렇기 때문에 흰(투명한) 여우=뱍코상(白狐, 흰여우)이라고 우러러 받들어진다.

## 교통
오사카에서 한큐선을 타고온 경우 가와라마치 역에서 게이한 선으로 갈아타야 한다.
게이한 본선의 역과 JR 이나리역 모두 신사에서 가까운 편이나, 후시미이나리역에 비해 JR 역사가 조금 더 가깝다.

## 주변 정보
신사로 가는 길에 포춘 쿠키의 일종인 쓰지우라 센베이(辻占煎餅)를 파는 가게가 많다.

## 대중문화
- 게이샤의 추억 (2005년)

## 사진
- 후시미 이나리 신사 도오리
- 후시미 이나리 신사의 도오리
- 후시미 이나리 근처의 상권

## 같이 보기
- 신토
- 교토
- 신사 (신토)
- 일본의 종교